# Sociedad Digital de Autores y Editores
La Sociedad Digital de Autores y Editores (sDae) es una empresa perteneciente al Grupo SGAE.
La SDAE es la encargada de desarrollar programas e iniciativas tecnológicas y ofrecer servicios que faciliten la gestión y la difusión en la red de los artistas asociados a la SGAE.
Entre sus proyectos se encuentran Creadores.net y La Central Digital (web de Portal Latino).

## Portal Latino
La sDae es la propietaria de Portal Latino, un proyecto pionero en 2003 en España y todo el mundo para ayudar a la promoción de los creadores y la difusión de sus obras en un entorno digital "legal y seguro".
Portal Latino, que actualmente no funciona, era una página de venta de música, que es a su vez propietaria de los derechos de explotación de La Central Digital, la plataforma de software para venta de contenidos en línea. La Central Digital da servicio a las webs de música especializada Latinergy, Museekflazz, Egrem y Nubenegra

## Intervención policial
El 1 de julio de 2011 a raíz de una denuncia en la Fiscalía Anticorrupción, la Guardia Civil registró la sede de la sDae e intervino material para continuar la investigación. Su director José Neri, considerado el presunto cerebro de la trama, junto a otros 8 miembros de la SGAE, incluyendo a Teddy Bautista (presidente de la SGAE) y a Enrique Loras (director general de la SGAE y consejero de la SDAE) fueron detenidos y puestos a disposición judicial.
Dos días después, José Neri y Enrique Loras fueron puestos en libertad provisional, imputados de los delitos de apropiación indebida y administración fraudulenta. A la sDae se le acusa junto a la Sociedad General de Autores y Editores y a la empresa Microgénesis (de la que José Neri fue presidente hasta el año 2000, cuando le cedió el puesto a su esposa María Antonia) entre otras organizaciones, de un delito societario por el que la SGAE podría haber desviado unos 400 millones de euros recaudados en concepto de canon digital.